# Exocentrus biroi
Exocentrus biroi es una especie de escarabajo longicornio del género Exocentrus, categorizada en la tribu Exocentrini, de la subfamilia Lamiinae. Fue descrita por Breuning en 1963.

## Descripción
Mide 4 mm de longitud.

## Distribución
Se distribuye por Papúa Nueva Guinea.